# Tephrina kaszabi
Tephrina kaszabi là một loài bướm đêm trong họ Geometridae.